# Fojniks
Fojniks (gr. Φοῖνιξ Phoínix) – w mitologii greckiej syn Agenora i Telefassy, heros-eponim Fenicji.
Według najczęstszej wersji mitologicznej był bratem Kadmosa i Europy, mężem Alfesibei i ojcem Adonisa.
Wysłany wraz braćmi (Kadmosem i Kiliksem) przez ojca na poszukiwanie uprowadzonej przez Zeusa Europy, udał się początkowo na zachód, do miejsca, w którym zaistniała później Kartagina, by po śmierci Agenora skierować się ku ziemi Kanaan, zwanej potem na jego cześć Fenicją. Osiadł w miejscu, gdzie następnie założono Sydon.
W istocie jego genealogia jest niejasna i zagmatwana. Niektórzy mitografowie uważali go za syna beockiego Ogygosa, u innych jest nie bratem, a ojcem porwanej Europy, zaś w pewnych wersjach mitu występuje w roli przypisywanej jego ojcu Agenorowi.